# Harlow Shapley
Harlow Shapley (2. listopadu 1885 – 20. října 1972) byl americký astronom.  Jako první správně odhadl velikost galaxie Mléčné dráhy a pozici Slunce v Galaxii s použitím měření paralaxy hvězd RR Lyrae.  V roce 1953 navrhl, že by obyvatelné planety měly existovat v takové vzdálenosti, v níž je možná existence kapalné vody. Tento koncept je znám jako obyvatelná zóna. 

## Život a kariéra
Narodil se v Nashvillu ve státě Missouri. Vychodil pouze pět tříd základního vzdělání, poté se vzdělával doma a pracoval jako novinář v krimi rubrice. Vrátil se však do školy a za pouhé dva roky dokončil zbývajících šest tříd středoškolského vzdělání. 
V roce 1907 se rozhodl jít studovat žurnalistiku na University of Missouri. Když se dozvěděl, že obor žurnalistika nebude ten rok otevřen, rozhodl se studovat první obor, který uvidí v seznamu předmětů. Odmítl archeologii, již nedokázal vyslovit, druhým předmětem v seznamu byla astronomie, zapsal si tedy tento obor.
Po absolvování základního kurzu v Missouri získal stipendium na Princetonské univerzitě, kde pracoval pod vedením Henryho Norrise Russella. Věnoval se určování vzdálenosti kulových hvězdokup za pomoci vztahu mezi periodou a svítivostí proměnných hvězd cefeid, který objevila Henrietta Swan Leavittová. Ukázal, že cefeidy nejsou spektroskopické dvojhvězdy, ale pulsující hvězdy.  Uvědomil si rovněž, že Galaxie Mléčná dráha je výrazně větší, než se předpokládalo a že Slunce v ní zaujímá nevýznamné místo. Tento objev je v souladu s Koperníkovským principem, podle nějž naše Země, respektive Slunce nezaujímají v rámci vesmíru žádné význačné místo.
Shapley se účastnil Velké debaty s Heberem D. Curtisem o povaze mlhovin, galaxií a velikosti vesmíru. Diskuze se uskutečnila 26. dubna 1920 ve Wwashingtonu DC v sále Národní akademie věd USA. Shapley zastával názor, že spirální mlhoviny (nyní známé jako spirální galaxie) jsou uvnitř naší Galaxie Mléčné dráhy, zatímco Curtis zastával názor, že spirální mlhoviny jsou "ostrovní vesmíry" daleko za hranicí naší Galaxie, povahou a velikostí srovnatelné s naší Galaxií. Tato debata je považována za počátek extragalaktické astronomie. Nicméně Shapleyova argumentace na vlastní diskuzi byla značně odlišná od později publikované práce, zřejmě s motivací zapůsobit na přítomnou delegaci z Harvardovy univerzity, která mohla Shapleymu nabídnout místo ředitele Observatoře Harvardovy univerzity.  Astronomické důkazy brzy rozhodly ve prospěch Curtise, když Edwin Hubble objevil cefeidy v mlhovině M31 v Andromedě a jednoznačně určil, že je daleko za hranicemi naší vlastní Galaxie.
V době Velké debaty pracoval Shapley na observatoři Mount Wilson pod vedením George Ellery Halea, nicméně brzy po konání debaty získal místo ředitele Harvard College Observatory po nedávno zesnulém Edwardu Charlesi Pickeringovi.
Poté co Hubble určil, že existují i jiné galaxie než naše, nesouhlasil s jeho pozorováními, která kritizoval jako značně nesprávná. Nicméně poté, co mu Hubble poslal svoje důkazy a křivky, které napozoroval, Shapley uznal svůj omyl a naopak Hubbla podpořil, aby napsal článek pro Americkou astronomickou společnost.  Tento článek zásadně přebudoval náš pohled na vesmír. 
Shapley byl ředitelem Observatoře Harvardovy univerzity od roku 1921 do roku 1952, během této doby působil jako vedoucí prací, zejména vedl doktorskou práci Cecilie Payne-Gaposchkinové, která se proslavila pozorováním Slunce a proměnných hvězd a určením jejich chemického složení.
O astronomii a vědách napsal mnoho knih. Ve 40. letech pomohl založit Národní vědeckou nadaci, je také zodpovědný za přidání písmene S do názvu UNESCO, tedy "science" (věda).
V roce 1947 se stal prezidentem Americké asociace pro pokrok ve vědě. Jako zásadní hrozby ve svém projevu uvedl léky potlačující chuť na sex, nudu, světové války se zbraněmi hromadného ničení a morové epidemie. 
V roce 1950 pomáhal s kampaní proti kontroverzní knize Worlds in Collision od psychiatra Immanuela Velikovskeho.
Roku 1953 napsal studii „Liquid Water Belt“, v níž podpořil myšlenku teorie ekosféry Huberta Strugholda a navrhl myšlenku obyvatelné zóny. V roce 1957 navrhl v knize „Of Stars and Men“ termín metagalaxie pro to, čemu dnes říkáme nadkupa galaxií. 
Kromě astronomie se Shapley celý život zajímal o myrmekologii, tedy studium mravenců.
Zemřel v pečovatelském domě v Boulderu v Coloradu v roce 1972. 

## Osobní život
V roce 1914 si vzal za manželku Marthu Betz, která mu pomáhala s astronomickými výzkumy a sama napsala řadu vědeckých článků. Měli spolu dvě dcery a čtyři syny, jeden z nich Lloyd Shapley je nositelem Ceny Švédské národní banky za rozvoj ekonomické vědy na památku Alfreda Nobela. 

## Ocenění
Jmenuje se po něm kráter na Měsíci, asteroid 1123 Shapleya nebo Shapleyova nadkupa galaxií. Dále je po něm pojmenováno ocenění Americké astronomické společnosti. Sám Shapley získal řadu ocenění, například Henry Draper Medal nebo Gold Medal of the Royal Astronomical Society.